# Stolephorus carpentariae
Stolephorus carpentariae is een straalvinnige vis uit de familie van de ansjovissen (Engraulidae) en behoort derhalve tot de orde van haringachtigen (Clupeiformes). De vis kan een lengte bereiken van 5 centimeter. 

## Leefomgeving
De soort komt in zeewater en brak water voor. De vis prefereert een tropisch klimaat en leeft hoofdzakelijk in de Grote Oceaan op dieptes tussen 10 en 13 meter. 

## Relatie tot de mens
Stolephorus carpentariae is voor de visserij van geen belang. In de hengelsport wordt er weinig op de vis gejaagd. 